# Мумар'є
Мума́р'є (рос. Мумарье) — село складі Наровчатського району Пензенської області, Росія.
Населення — 65 осіб (2010; 90 у 2002).
Національний склад станом на 2002 рік:
- росіяни — 100 %